# Sodost in lihost funkcije
Sódost in líhost sta lastnosti, ki ju preučujemo pri funkcijah v matematiki. 

## Sodost
Funkcija f je sóda fúnkcija, če za vsak x, za katerega je funkcija definirana, velja:
{\displaystyle f(-x)=f(x)\!\,}
Če je funkcija soda, je graf funkcije simetričen glede na ordinatno os.
Izraz sodost izhaja iz dejstva, da so sode vse potenčne funkcije f(x) = xn, ki imajo za eksponent sodo število n (tj.: n = 2, 4, 6, 8, itd. pa tudi 0, −2, −4, −6, −8, itd.).

## Lihost
Funkcija f je líha fúnkcija, če za vsak x, za katerega je funkcija definirana, velja:
{\displaystyle f(-x)=-f(x)\!\,}
Če je funkcija liha, je graf funkcije simetričen glede na koordinatno izhodišče.
Izraz lihost izhaja iz dejstva, da so lihe vse potenčne funkcije f(x) = xn, ki imajo za eksponent liho število n (tj.: n = 1, 3, 5, 7, itd. pa tudi −1, −3, −5, −7, itd.).

## Lastnosti sodosti in lihosti
Samo ena povsod definirana funkcija je hkrati soda in liha - to je konstantna funkcija f(x)  = 0.
Obstaja veliko funkcij, ki niso niti sode niti lihe.

Produkt (tudi količnik) dveh lihih funkcij je soda funkcija.
Produkt (tudi količnik) dveh sodih funkcij je soda funkcija.
Produkt (tudi količnik) lihe in sode funkcije je liha funkcija.

Kompozitum dveh lihih funkcij je liha funkcija.
Kompozitum dveh sodih funkcij je soda funkcija.
Kompozitum sode in lihe funkcije je soda funkcija.